# Oxyanthus barensis
Oxyanthus barensis är en måreväxtart som beskrevs av Kurt Krause. Oxyanthus barensis ingår i släktet Oxyanthus och familjen måreväxter.
Artens utbredningsområde är Kamerun. Inga underarter finns listade i Catalogue of Life.